# Клаудиомиро
Клаудиоми́ро Эстра́ис Ферре́йра (порт.-браз. Claudiomiro Estrais Ferreira), или просто Клаудиомиро (порт.-браз. Claudiomiro) (3 апреля 1950, Порту-Алегри — 24 августа 2018) — бразильский футболист.

## Биография
Клаудиомиро в возрасте 13 лет поступил в спортивную школу «Интернасьонала». Игроком первой команды стал с 1967 года. В последующие 8 сезонов был одним из лидеров в атаке «Интера». Один из лучших бомбардиров в истории «Интернасьонала» (третье место с 210 голами), а также лучших игроков по количеству проведённых матчей за этот клуб (пятое место с 424 матчами). Клаудиомиро стал автором первого гола в истории нового стадиона «Интернасьонала» Бейра-Рио.
Его успехи были даже отмечены тренерами сборной Бразилии, вызывавшими его в Селесао в 1971 году. Выступал за сборную Бразилии, он сыграл в 6 матчах и забил 24 июля 1971 года гол в ворота сборной Парагвая.
В 1975 году решил попытать счастья в Лиге Кариоке, перейдя в «Ботафого» (чем лишил себя шанса стать чемпионом Бразилии с «Интером» в том же году). Спустя сезон он перешёл во «Фламенго». Однако уже тогда у игрока начались проблемы с лишним весом. Поиграв в 1977—1978 гг. за скромный СЭР Кашиас из штата Риу-Гранди-ду-Сул, Клаудиомиро вернулся было в родной «Интер», но его форма была просто ужасной. Сыграв ещё несколько матчей за «Нову-Амбургу», Клаудиомиро завершил карьеру футболиста из-за проблем с лишним весом в возрасте 29 лет.

## Титулы
- Чемпион штата Риу-Гранди-ду-Сул (6): 1969, 1970, 1971, 1972, 1973, 1974
- Дважды становился лучшим бомбардиром Лиги Гаушу — в 1970 и 1972 годах